# District de Shuangta
Le district de Shuangta (双塔区 ; pinyin : Shuāngtǎ Qū) est une subdivision administrative de la province du Liaoning en Chine. Il est placé sous la juridiction de la ville-préfecture de Chaoyang.